# 6783 Gulyaev
A 6783 Gulyaev (ideiglenes jelöléssel 1990 SO28) a Naprendszer kisbolygóövében található aszteroida. Ljudmila Ivanovna Csernih fedezte fel 1990. szeptember 24-én.